# Danska rukometna reprezentacija
Danska rukometna reprezentacija predstavlja državu Dansku u športu rukometu.
Krovna organizacija je Dansk Håndbold Forbund.
Aktualni izbornik reprezentacije je Nikolaj Jakobsen.

## Povijest
Danska je od 1990-ih neprekidno u vrhu svjetskog i europskog rukometa. 

## Uspjesi
Najveći uspjesi danske reprezentacije su: zlata na svjetskim prvenstvima 2019., 2021., 2023. i 2025., zlata na europskim prvenstvima 2008. i 2012. te olimpijsko zlato 2016. i 2024. Mikkel Hansen najbolji je igrač Danske u 21. stoljeću.

## Poznati igrači i treneri
Krajem 2010-ih, njihova najjača karika bio je vratar Kasper Hvidt i jedan od najboljih kružnih napadača svijeta Michael V. Knudsen. Osnovu njihove početne postave činili su i lijevo krilo, Lars Christiansen i lijevi vanjski Lars Jeppesen. 
Najvažniji igrač reprezentacije bio je vanjski igrač Mikkel Hansen.
- Nikolaj Bredahl Jacobsen
- Kasper Hvidt
- Lars Christiansen
- Joachim Boldsen
- Michael V. Knudsen

- Niklas Landin
- Hans Lindberg
- Henrik Møllgaard
- Magnus Saugstrup
- Rasmus Lauge Schmidt
- Emil Nielsen
- Mathias Gidsel
- Simon Pytlick

## Sudjelovanja na velikim natjecanjima

### Sudjelovanja naOI
9 puta sudjelovali su na Olimpijskim igrama.
- 1936.:
- 1972.: 13. mjesto
- 1976.: 8. mjesto
- 1980.: 9. mjesto
- 1984.: 4. mjesto
- 1988.: -
- 1992.: -
- 1996.: -
- 2000.: -
- 2004.: -
- 2008.: 7. mjesto
- 2012.: 6. mjesto
- 2016.: prvaci
- 2020.: doprvaci
- 2024.: prvaci

### Sudjelovanja naEP
Sudjelovala je na 15 EP-a
- 1994.: 4.
- 1996.: 12.
- 1998.: -
- 2000.: 10.
- 2002.: brončani
- 2004.: brončani
- 2006.: brončani
- 2008.: prvaci
- 2010.: 5.
- 2012.: prvaci
- 2014.: doprvaci
- 2016.: 6.
- 2018.: 4.
- 2020.: 13.
- 2022.: brončani
- 2024.: doprvaci

### Sudjelovanja naSP
Sudjelovala je na 25 SP-a.
- 1938.: 4.
- 1954.: 5.
- 1958.: 4.
- 1961.: 5.
- 1964.: 7.
- 1967.: doprvaci
- 1970.: 4.
- 1974.: 8.
- 1978.: 4.
- 1982.: 4.
- 1986.: 8.
- 1990.: -
- 1993.: 9.
- 1995.:  17.
- 1997.: -
- 1999.: 9.
- 2001.: -
- 2003.: 9.
- 2005.: 13.
- 2007.: brončani
- 2009.: 4.
- 2011.: doprvaci
- 2013.: doprvaci
- 2019.: prvaci
- 2021.: prvaci
- 2023.: prvaci
- 2025.: prvaci

## Vanjske poveznice
- Danski rukometni savez